# Linea Søgaard-Lidell
Linea Søgaard-Lidell (født 30. marts 1987 i Aarhus) er medlem af Folketinget, tidligere medlem af Europa-Parlamentet og kommunikationsrådgiver. Linea Søgaard-Lidell er valgt for Venstre.

## Baggrund
Linea Søgaard-Lidell er vokset op i Esbjerg og blev student fra Esbjerg Statsskole i 2006. Hun er uddannet cand.public fra Aarhus Universitet og Danmarks Medie- og Journalisthøjskole i Aarhus. Hun har foruden en BA i europæiske studier også fra Aarhus Universitet. Hun har tidligere arbejdet som kommunikationsrådgiver i Vækstfonden.
Linea Søgaard-Lidell har siden 2013 været aktiv i Europabevægelsen i Danmark, hvor hun også har været medlem af forretningsudvalget.

## Politisk karriere
Linea Søgaard-Lidell blev valgt som Danmarks 14. mandat til Europa-Parlamentet ved valget den 26. maj 2019, hvilket betød, at hun først fik pladsen, da Brexit blev gennemført 31. januar 2020.
Linea Søgaard-Lidell var til Europa-Parlamentsvalget 2019 opstillet som nr. 2 på Venstres liste til valget. Søgaard-Lidell blev valgt med 24.153 personlige stemmer  til Venstres 4. mandat og Danmarks 14. mandat til Europa-Parlamentet.
I Europa-Parlamentet havde Søgaard-Lidell plads i Udvalget om Miljø, Folkesundhed og Fødevaresikkerhed (ENVI). Hun var desuden stedfortræder i Økonomi- og Valutaudvalget (ECON).
Linea Søgaard-Lidell blev februar 2022 valgt som Tommy Ahlers' efterfølger som folketingskandidat for Venstre på Østerbro og stillede derfor op til Folketinget i Københavns Storkreds. Ved Folketingsvalget 1. november 2022 blev hun valgt til Folketinget i Københavns Storkreds og forlod derfor Europa-Parlamentet.
Efter folketingsvalget 2022 blev Linea Søgaard-Lidell ordfører for både klima, energi og forsyning for Venstre.

## Bogudgivelse
I 2023 udgav Linea Søgaard-Lidell - sammen med de fire andre unge Venstre-politikere Marie Bjerre, Morten Dahlin, Mads Duedahl og Christoffer Lilleholt - debatbogen "Må jeg være fri", som markerer et opgør med både socialdemokratiske og tidligere borgerlige regeringers politik. Bogen er et udtryk for frustration over, hvad forfatterne ser som en voksende "systemstat" – et samfund, hvor borgerne ifølge dem er blevet klienter i et system, der svækker deres selvstændighed, ansvarsfølelse og frihed.
Bogens hovedbudskab er, at Danmark er havnet i en situation, hvor staten griber ind i stadig flere aspekter af borgernes liv, hvilket forfatterne mener underminerer både folkestyret og fællesskabet. De tager udgangspunkt i Venstres historiske rødder og peger på, hvordan man tidligere har formået at skabe et samfund med stærkere og friere borgere. Med denne historiske kontekst som baggrund giver de deres bud på, hvordan man kan løse nutidens samfundsudfordringer inden for områder som sundhed, klima, uddannelse og velfærd.
Anders Fogh Rasmussen understreger i sin kronik "Der er håb for det liberale Danmark igen", at Må jeg være fri betoner nødvendigheden af en liberal reformdagsorden, der både tager ansvar for de store samfundsudfordringer og styrker borgernes individuelle frihed. Anders Fogh fremhæver bogen som et frisk pust, der kan være med til at genskabe et stærkt borgerligt alternativ i Danmark. Han bifalder de unge Venstre-medlemmers engagement og deres mod til at adressere emner som atomkraft, hvilket han mener er afgørende for at sikre fremtidige reformer.
Bogen blev lanceret på et tidspunkt, hvor Venstre stod i en ideologisk krise, og blev af flere betragtet som en tiltrængt genoplivning af partiets politiske debat. Berlingske beskrev bogen som en nødvendighed for Venstre, der "længe har haft brug for at tale politik" og roste de unge politikere for deres mod til at udfordre status quo. Information karakteriserede bogen som et "smugkig ind i næste reformbølge",  mens Altinget anerkendte dens timing og kaldte den et "veloplagt opgør med partiets ideologiske tomhed". Dog påpegede Altinget også risikoen for, at bogen kunne blive opfattet som en gentagelse af traditionelle liberale dogmer, hvilket kunne begrænse dens indflydelse.